# One Piece-kapitler (1–186)
One Piece er en japansk mangaserie skrevet og illustreret af Eiichiro Oda, som er blevet oversat til adskillelige sprog og har resulteret i en større mediefranchise, hvilket inkluderer en animeret adaptering, såvel som en live action-udgave, spillefilm, videospil, musik og merchandise. I serien følger man Monkey D. Luffy, hvis krop har fået gummiegenskaber efter at han ved et uheld spiste en overnaturlig frugt, som rejser på havene i søgen efter skatten One Piece, og for at finde denne samler han et mandskab, som går under navnet Stråhattene.
I Japan er serien udgivet af Shueisha. Individuelle kapitler er blevet udgivet på regelmæssig basis i magasinet Weekly Shonen Jump siden den 22. juli 1997 og nogle tankōbon-bind siden 24. december 1997. Serien er på over 1128 kapitler, og består pr.  juli 2024 af 109 tankōbon-bind, hvilket gør One Piece til den 21. længste mangaserie baseret på antal bind.

## Bind
| 1. "Eventyret begynder" / "Romance Dawn — Eventyrets daggry" (Romance Dawn —冒険の夜明け— "Romance Dawn: Bōken no Yoake") 2. "Ruffy, manden med stråhatten" / "Luffy, drengen med stråhatten" (その男「麦わらのルフィ」 "Sono Otoko 'Mugiwara no Rufi'") 3. "Piratjægeren Zorro" / "Piratjægeren Zoro" (「海賊狩りロロノア・ゾロ」登場 "'Kaizoku-Gari Roronoa Zoro' Tōjō") 4. "Kaptajn Morgan med øksearmen" (海軍大佐「斧手のモーガン」 "Kaigun Taisa 'Onote no Mōgan'") 5. "Piratkongen og fægtemesteren" (海賊王と大剣豪 "Kaizoku Ō to Daikengō") 6. "Den første våbenbroder" (一人目 "Hitorime") 7. "»Venner«" / ""Venner"" (友達 "Tomodachi") 8. "Mødet med Nami" (ナミ登場 "Nami Tōjō") |

| 1. "Et baghold" / "Femme fetal" (魔性の女 "Mashō no Onna") 2. "Showdown på taget" / "Showdown på kroen" (酒場の一件 "Sakaba no Ikken") 3. "Flugten" (敗走 "Haisō") 4. "Hunden" (犬 "Inu") 5. "Med tænder og kløer" / "Skatten" (宝物 "Takaramono") | 1. "Borgmesteren spænder bælte!" / "Hensynsløs" (無謀っ!! "Mubō!!") 2. "Klar til kamp!" / "Klar til Kamp" ("Gong") 3. "Angreb" / "Versus Buggys bande" (Versus!! バギー海賊団 Versus!! "Bagī Kaizoku-Dan") 4. "Duellen" / "Tvekampen" (格 "Kaku") |

| 1. "Klovnen Buggy" (海賊「道化のバギー」 "Kaizoku 'Dōke no Bagī'") 2. "Djævlefrugten" (悪魔の実 "Akuma no Mi") 3. "Kampen om byttet" (泥棒道 "Dorobō-Dō") 4. "Red borgmester Puddel" (町 "Machi") 5. "Manden i kisten" (あんたが珍獣 "Anta ga Chinjū") | 1. "Kaptajn Usopp" (キャプテン・ウソップ登場 "Kyaputen Usoppu Tōjō") 2. "Usopp mod Beauregard" (偽れぬもの "Itsuwarenu Mono") 3. "Løgne, aldrig andet end løgne" (ウソ800 "Usoppappyaku") 4. "Kaptajn Blacks plan" (キャプテン・クロの一計 "Kyaputen Kuro no Ikkei") |

| 1. "Løgneren Usopp" (筋 "Suji") 2. "I nattens dybe stille ro" (三日月 "Mikazuki") 3. "Alene mod alle" (坂道 "Sakamichi") 4. "Hypnosens magt" (GREAT!!!) 5. "Sandhedens time" (真実 "Shinjitsu") | 1. "Brødrene Mjav" (大凶 "Daikyō") 2. "I kløerne på kaptajn Black" (音無き男 "Otonaki Otoko") 3. "Pigen og kammertjeneren" (執事クラハドール "Shitsuji Kurahadōru") 4. "Kaptajn Usopps besætning" (ネオ坂道 "Neo Sakamichi") |

| 1. "Flugten fra Django" (追え!! "Oe!!") 2. "Superhjernen kaptajn Black" (海賊「百計のクロ」 "Kaizoku 'Hyakkei no Kuro'") 3. "Slagtegilde" (海賊団 "Kaizoku-Dan") 4. "Hvem ringer klokkerne for?" (誰が為に鐘は鳴る "Tagatameni Kane wa Naru") 5. "Usopps tapre pirater" (ウソップ海賊団 "Usoppu Kaizoku-Dan") | 1. "Så til søs!" (海へ "Umi e") 2. "Yosaku og Johnny" (ヨサクとジョニー "Yosaku to Jonī") 3. "Sanji" (サンジ登場 "Sanji Tōjō") 4. "Super-kokkene" (三人のコック "Sannin no Kokku") |

| 1. "Stilheden før stormen" (嵐前 "Arashi Mae") 2. "Den uønskede gæst" (招かれざる客 "Manekarezaru Kyaku") 3. "Godfather" (海賊艦隊提督「首領・クリーク」 "Kaizoku Kantai Teitoku 'Don Kurīku'") 4. "Kursændring" (その航路、やめときな "Sono Kōro, Yametoki na") 5. "Angrebet" (嵐 "Arashi") | 1. "Min egen skæbne" (己々が路 "Ono'ono ga Michi") 2. "Zorros kamp" (ロロノア・ゾロ海に散る "Roronoa Zoro Umi ni Chiru") 3. "Eden" (誓い "Chikai") 4. "Makrelhoved nr. 1" (サバガシラ１号 "Sabagashira Ichi-gō") |

| 1. "Palle Jernskjold" (パールさん "Pāru-san") 2. "Jungleblod" ("Jungle Blood") 3. "No way!" (やなこった "Ya na Kotta") 4. "Gamle røvhul!" (夢在るがゆえ "Yume Aru ga Yue") 5. "Sult!" (クソジジイ "Kuso Jijī") | 1. "Sanjis tak" (恩 "On") 2. "Don-Power" (ケジメ "Kejime") 3. "Den djævelske" (鬼 "Oni") 4. "M.H. 5" ("M·H·5") |

| 1. "»Du får mig ikke!«" (死なねェよ "Shinanē yo") 2. "Super-lansen" (大戦槍 "Daisensō") 3. "Slikkepinden" (覚悟 "Kakugo") 4. "Afgørelsen" (噛み殺した槍 "Kamikoroshita Yari") 5. "Suppen" ("Soup") | 1. "Den fjerde mand" (４人目 "Yonninme") 2. "Arlong Park" (アーロンパーク "Āron Pāku") 3. "Usopps heltedåd" (男ウソップ大冒険 "Otoko Usoppu Daibōken") 4. "Kronen på skaberværket" (万物の霊長 "Banbutsu no Reichō") |

| 1. "Oprør" (分相応 "Bunsō'ō") 2. "Søkoen" (偉大なる航路から来た怪物 "Gurando Rain kara Kita Kaibutsu") 3. "Bizniz is bizniz" (仕事 "Bijinesu") 4. "Skattekortet" (海図と魚人 "Kaizu to Gyojin") 5. "Jeg trænger til en Pause" (ねる "Neru") | 1. "Namis drøm" (夢の一歩 "Yume no Ippo") 2. "Bellemere" (ベルメールさん "Berumēru-san") 3. "Overlevelse!" (生きる "Ikiru") 4. "Tyveri er tyveri" (罪は罪 "Tsumi wa Tsumi") 5. "Tårer" (涙 "Namida") |

| 1. "Gum-Gum-Twister" ("OK, Let's STAND UP!") 2. "Hokus Oktopus" (ルフィ in Black "Rufi in Black") 3. "Zorros sår" (ゾンビ "Zonbi") 4. "Tre sværd mod seks" (三刀流対六刀流 "Santōryū tai Rokutōryū") 5. "Undervands-karate" (騎士道VS魚人空手 "Kishidō vs. Gyojin Karate") | 1. "Usopp Superstar" (終わったんだ!! "Owattanda!!") 2. "Beslut dig, Nami!" (死んで!!! "Shinde!!!") 3. "Afløsning!" (交替 "Kōtai") 4. "Hvad kan du i det hele taget?!" (何ができる "Nani ga Dekiru") |

| 1. Let's play Darts! ("Darts") 2. "Geniet Nami" (幸せ "Shiawase") 3. "Pas på, dernede!" (下へまいります "Shita e Mairimasu") 4. "Teamwork" (二人目 "Futarime") 5. "Vindmøllen" (まわれ風車 "Maware Kazaguruma") | 1. "Wanted!" (東一番の悪 "Higashi Ichiban no Waru") 2. "Forbandede sværd!" (三代鬼徹 "Sandai Kitetsu") 3. "Uvejrsskyer" (暗雲 "An'un") 4. "Ruffys død" (ルフィが死んだ "Rufi ga Shinda") |

| 1. "Pagten" (伝説は始まった "Densetsu wa Hajimatta") 2. "River's Mountain" (リヴァースマウンテン "Rivāsu Maunten") 3. "Grand Line" (さて、偉大なる航路 "Sate, Gurando Rain") 4. "Hvalen" (クジラ "Kujira") 5. "Løftet" (約束の岬 "Yakusoku no Misaki") | 1. "Logpasset" (記録指針 "Rogu Pōsu") 2. "Welcome!" (歓迎の町 "Kangei no Machi") 3. "En gravsten mere" (月光と墓標 "Gekkō to Bihyō") 4. "Sværdene prøves" (100人の賞金稼ぎ "Hyakunin no Shōkin Kasegi") |

| 1. "Zorro Superstar" (責任問題 "Sekinin Mondai") 2. "Natten uden ende" (夜は終わらない "Yoru wa Owaranai") 3. "Prinsesse Vivi" (秘密犯罪会社 "Himitsu Hanzai Kaisha") 4. "Ruffy mod Zorro" (ルフィVSゾロ "Rufi vs. Zoro") 5. "Don't Worry!" (大丈夫!!! "Daijōbu!!!") | 1. "Bloody Sunday" (進路 "Shinro") 2. "Little Garden" (冒険のリトルガーデン "Bōken no Ritoru Gāden") 3. "Gigantisk!" (でっけェ "Dekkē") 4. "Boogey og Woogey" (ドリーとブロギー "Dorī to Burogī") |

| 1. "Her må være nogen!" (誰かいる "Dare ka Iru") 2. "Med list og rænker" (姑息 "Kosoku") 3. "Sejren" (赤鬼が泣いた "Aka-Oni ga Naita") 4. "XXL-fødselsdagskage" (わかっていた "Wakatteita") 5. "Vokskabinettet" (死人は役に立たぬ "Shinin wa Yaku ni Tatanu") | 1. "Ruffy mod Mr. 3" (ルフィVSMr. 3 "Rufi vs. Mr. 3") 2. "Sikke da en herlig te!" (お茶がうめェ "Ocha ga Umē") 3. "Panservåben" (キャンドルチャンピオン "Kyandoru Chanpion") 4. "Et spørgsmål om instinkt" (本能 Honnō) |

| 1. "Øresneglen" (電伝虫 "Dendenmushi") 2. "Ø-æderen" (海賊旗 "Hokori") 3. "Fremad!!!" (まっすぐ!!! "Massugu!!!") 4. "Uden Nami går det ikke!" (最高速度 "Saikō Sokudo") 5. "Blikmanden Wapol" (ブリキのワポル "Buriki no Waporu") | 1. "Vinterøen" (ね "Ne") 2. "Bjergene kalder!" (名もなき国の冒険 "Namonaki Kuni no Bōken") 3. "Dr. Kuleha" (Dr.くれは "Dr. Kureha") 4. "Lapinerne" (ラパーン "Rapān") 5. "Manden de kaldte Dalton" (ドルトンという男 "Doruton to Iu Otoko") |

| 1. "Lavinen" (雪崩 "Nadare") 2. "Mountain Top" (頂上 "Chōjō") 3. "Tony Chopper" (トニートニー・チョッパー登場 "Tonītonī Choppā Tōjō") 4. "Snefuglereden" (雪の住む城 "Yuki no Sumu Shiro") 5. "Kvaksalveren" (ヤブ医者 "Yabu Isha") | 1. "Dødningehoved og kirsebærblomster" (ドクロと桜 "Dokuro to Sakura") 2. "Heksehatten" (不器用 "Bukiyō") 3. "Fælden" (雪物語 "Yuki Monogatari") 4. "Dr. Baders drøm" (受け継がれる意志 "Uketsugareru Ishi") |

| 1. "Doktor Baders flag" (国防戦 "Kokubōsen") 2. "Mampf-fabrikken" (ウソッパチ "Usoppachi") 3. "Hekseskud" (折れない "Orenai") 4. "Rumble-ball!" ("Rumble!!") 5. Den kongelige kardæsk-kanon" (ロイヤルドラムクラウン７連散弾ブリキング大砲 "Roiyaru Doramu Kuraun Nana-ren Shotto Burikingu Kyanon") | 1. "Tovbanen" (ドラムの空 "Doramu no Sora") 2. "Fuldmåne" (満月 "Mangetsu") 3. "Drømmen om kirsebærblomsterne" (ヒルルクの桜 "Hiruruku no Sakura") 4. "Kurs mod Alabasta!" (アラバスタへ "Arabasuta e") 5. "Sir Crocodile" (海賊 サー・クロコダイル "Kaizoku Sā Kurokodairu") |

| 1. "Et festligt besøg" (オカマ日和 "Okama Biyori") 2. "Ace" (エース登場 "Ēsu Tōjō") 3. "Alabasta" (上陸のアラバスタ "Jōriku no Arabasuta") 4. "Tag med mig!" (来いよ "Koi yo") 5. "Spiders Café" (スパイダーズカフェに８時 "Supaidāzu Kafe ni Hachi-ji") 6. "Elumalu, den grønne by" (緑の町エルマル "Midori no Machi Erumaru") | 1. "Ørkenvandring" (砂の国の冒険 "Suna no Kuni no Bōken") 2. "Yuba" (反乱軍の町ユバ "Hanran-Gun no Machi Yuba") 3. "Elsker du dit land?" (国が好き "Kuni ga Suki") 4. "Kodeord: Utopia" (作戦名ユートピア "Sakusenmei Yūtopia") 5. "Ruffy mod Vivi" (ルフィVSビビ "Rufi vs. Bibi") |

| 1. "Fronterne trækkes op" (戦線 "Sensen") 2. "Rainbase, drømmenes by" (夢の町 レインベース "Yume no Machi Reinbēsu") 3. "Rigets stærkeste kriger" (王国最強の戦士 "Ōkoku Saikyō no Senshi") 4. "Skal vi danse?" (始まる "Hajimaru") 5. "Rebellernes anfører" (反乱軍統率者コーザ "Hanran-Gun Rīdā Kōza") | 1. "Opstanden" (反乱 "Uneri") 2. "Banankrokodiller" (バナナワニ "Bananawani") 3. "Mr. Prins" (Mr. プリンス "Mr. Purinsu") 4. "Befrielsen!" (解放 "Kaihō") 5. "Kan man ride på den?" ("Rush!!") |

| 1. "Ørkenblomster" (3000万VS8100万 "Sanzen-man vs. Hassenhyaku-man") 2. "Dilettant" (Level. G・L "Level. G. L.") 3. "Slaget" (決戦はアルバーナ "Kessen wa Arubāna") 4. "Alabastas menageri" (アラバスタ動物ランド "Arabasuta Dōbutsu Rando") 5. "Galopænderne" (超カルガモクイズ "Chōkarugamo Kuizu") | 1. "To millioner rebeller!" (怒号 "Dogō") 2. "Kommandør Karo" (カルー隊長 "Karū-Taichō") 3. "Muldvarpe-motorvej" (モグラ塚４番街 "Mogurazuka Yonban-gai") 4. "Hammerfedt!" (へーそう "Hē Sō") 5. "Four" ("4") |

## Lister over hovedserie-kapitler
- One Piece-kapitel 187 til 388
- One Piece-kapitel 389 til 594
- One Piece-kapitel 595 til 806
- One Piece-kapitel 807 til 1015
- One Piece-kapitel 1016 til nu

## References
1. 1 2  "One Piece/1" (japansk). Shueisha. Arkiveret fra originalen 12. marts 2009. Hentet 22. marts 2009.
2. ↑  "One Piece DK/1 (Faraos Manga)". Saxo. Hentet 5. juni 2025.{{cite web}}:  CS1-vedligeholdelse: url-status (link)
3. ↑  "Carlsens Dragon Ball Avis, februar 2003". Carlsen.dk. Arkiveret fra originalen 28. april 2004.
4. ↑  "One Piece DK/1". Saxo. Arkiveret fra originalen 27. november 2024. Hentet 28. oktober 2024.
5. ↑  "One Piece DK/2 (Faraos Manga)". Saxo. Hentet 5. juni 2025.{{cite web}}:  CS1-vedligeholdelse: url-status (link)
6. ↑  "One Piece/2" (japansk). Shueisha. Arkiveret fra originalen 16. februar 2009. Hentet 22. marts 2009.
7. ↑  "One Piece: Klovnen Buggy". Carlsen.dk. Arkiveret fra originalen 15. maj 2003.
8. ↑  "One Piece DK/2". Saxo. Arkiveret fra originalen 25. februar 2025. Hentet 28. oktober 2024.
9. ↑  "One Piece/3" (japansk). Shueisha. Arkiveret fra originalen 16. februar 2009. Hentet 22. marts 2009.
10. ↑  "Carlsens Dragon Ball Avis, februar 2003". Carlsen.dk. Arkiveret fra originalen 1. marts 2004.
11. ↑  "One Piece/4" (japansk). Shueisha. Arkiveret fra originalen 16. februar 2009. Hentet 22. marts 2009.
12. ↑  "One Piece: Ulv i fåreklæder". Carlsen.dk. Arkiveret fra originalen 4. august 2003.
13. ↑  "One Piece/5" (japansk). Shueisha. Arkiveret fra originalen 16. februar 2009. Hentet 22. marts 2009.
14. ↑  "One Piece: Hvem ringer klokkerne for?". Carlsen.dk. Arkiveret fra originalen 4. august 2003.
15. ↑  "One Piece/6" (japansk). Shueisha. Arkiveret fra originalen 16. februar 2009. Hentet 22. marts 2009.
16. ↑  "One Piece: Løftet". Carlsen.dk. Arkiveret fra originalen 3. oktober 2003.
17. ↑  "One Piece/7" (japansk). Shueisha. Arkiveret fra originalen 16. februar 2009. Hentet 22. marts 2009.
18. ↑  "One Piece: Den gamle mand". Carlsen.dk. Arkiveret fra originalen 13. oktober 2003.
19. ↑  "One Piece/8" (japansk). Shueisha. Arkiveret fra originalen 16. februar 2009. Hentet 22. marts 2009.
20. ↑  "One Piece: Pas på, du ikke dør!". Carlsen.dk. Arkiveret fra originalen 12. december 2003.
21. ↑  "One Piece/9" (japansk). Shueisha. Arkiveret fra originalen 16. februar 2009. Hentet 22. marts 2009.
22. ↑  "One Piece/10" (japansk). Shueisha. Arkiveret fra originalen 16. februar 2009. Hentet 22. marts 2009.
23. ↑  "One Piece/11" (japansk). Shueisha. Arkiveret fra originalen 16. februar 2009. Hentet 22. marts 2009.
24. ↑  "One Piece/12" (japansk). Shueisha. Arkiveret fra originalen 16. februar 2009. Hentet 22. marts 2009.
25. ↑  "One Piece/13" (japansk). Shueisha. Arkiveret fra originalen 16. februar 2009. Hentet 22. marts 2009.
26. ↑  "One Piece/14" (japansk). Shueisha. Arkiveret fra originalen 16. februar 2009. Hentet 22. marts 2009.
27. ↑  "One Piece/15" (japansk). Shueisha. Arkiveret fra originalen 16. februar 2009. Hentet 22. marts 2009.
28. ↑  "One Piece/16" (japansk). Shueisha. Arkiveret fra originalen 16. februar 2009. Hentet 22. marts 2009.
29. ↑  "One Piece/17" (japansk). Shueisha. Arkiveret fra originalen 16. februar 2009. Hentet 22. marts 2009.
30. ↑  "One Piece/18" (japansk). Shueisha. Arkiveret fra originalen 16. februar 2009. Hentet 22. marts 2009.
31. ↑  "One Piece/19" (japansk). Shueisha. Arkiveret fra originalen 16. februar 2009. Hentet 22. marts 2009.
32. ↑  "One Piece/20" (japansk). Shueisha. Arkiveret fra originalen 16. februar 2009. Hentet 22. marts 2009.